# Stanisław Baryczka
Stanisław Baryczka (ur. w 1581, zm. 17 listopada 1651) – burmistrz Starej Warszawy w latach 1623, 1628, 1639, sekretarz królewski od 1635.

## Życiorys
Pochodził z patrycjuszowskiej rodziny Baryczków.
W młodości odbył szereg podróży do Niemiec, Włoch i Hiszpanii. Cieszył się szczególnymi względami papieża Klemensa VIII, był doradcą cesarza Ferdynanda II Habsburga. W 1613 został ławnikiem Starej Warszawy, w 1621 starszym ławnikiem, w 1622 rajcą, w 1626 wójtem. Hojnie uposażał fundacje zakonu dominikanów i augustianów. Był właścicielem wielu kamienic, w tym najokazalszej Złocistej na Rynku Starego Miasta w Warszawie.